# 中村巌
中村 巌（なかむら いわお、1934年7月30日－1997年12月15日）は、日本の政治家。元公明党衆議院議員（3期）。弁護士。

## 来歴
東京都大田区出身。1958年早稲田大学法学部卒。司法試験に合格し、東京弁護士会に登録した。その後東京地裁調停委員や東海大学講師、東海大学短期大学部助教授などを経て、1983年の総選挙で旧東京9区から立候補して初当選。3期務めた。1993年に引退した（後継者は太田昭宏）。